# Ahlu Sunna wal Jamaa
Ahlu Sunna Waljama'a (en français : « Les gens de la Tradition et du Consensus »[réf. nécessaire]) est un groupe paramilitaire somalien composé de soufis modérés opposés au groupe radical islamiste Al-Shabbaab.[pas clair]
Ils les combattent afin d'empêcher l'instauration, en Somalie, de l'application rigoriste de la Charia et du Wahhabisme et pour protéger les traditions du pays d'inspiration Sunnites et Soufies, soutenant des vues religieuses modérées. Durant la sanglante guerre civile somalienne, l'organisation avait coopéré avec le seigneur de guerre Mohamed Farrah Aidid
Ahlu Sunna Waljama'a a pris de l'importance en 2008 lorsqu'ils prirent les armes contre les Shebab alors que ceux-ci contrôlaient la totalité du sud et la quasi-totalité du centre de la Somalie et commencèrent à détruire les tombes des Saints Soufis du pays.
Ahlu Sunna Waljama'a s'oppose aux lois interdisant la musique, le khat, des châtiments corporels, les amputations, la lapidation et à la démolition des sanctuaires religieux prônés par l'interprétation extrémiste de l'Islam des Shebab.
Ahlu Sunna Waljama'a a remporté de grandes victoires dans le centre de la Somalie et contrôle désormais la plupart des régions du Sud telles Mudug, Gedo, Galguduud et partiellement Hiiraan, Shabeellaha Dhexe et Bakool.
Le 4 juin 2009, ils ont proclamé leur soutien au président Sharif Ahmed et le 15 mars 2010, fut signé un accord avec le gouvernement somalien leur offrant cinq ministères, en plus de postes diplomatiques et de positions supérieures au sein de l'appareil de la sécurité nationale en échange du soutien armé des milices Ahlu Sunna Waljama'a contre les Shebab.

## Actions
Le 24 avril 2011, Ahlu Sunna Waljama'a a repris Dusa Mareb dans la région de Galguduud à Al-Shabbaab.
Le 28 avril 2011, Ahlu Sunna Waljama'a a soutenu les soldats de l'armée du Gouvernement transitoire dans la ville de Luuqin ou Lugh dans la région du Gedo où 27 combattants d'Ahlu Sunna Waljama'a périrent avec 8 des forces gouvernementales. Les pertes d'Al-Shabbaab sont inconnues.
Le 3 mai 2011, dans la ville de Garbaharey dans la région de Gedo, des combats eurent lieu où Ahlu Sunna Waljama'a alliée aux forces gouvernementales reprirent la ville causant la perte de 3 combattants d'Ahlu Sunna Waljama'a et 23 Shebabs.
Durant ces combats, le chef d'Ahlu Sunna Waljama'a pour la région de Gedo, le Sheikh Hassan Sheikh Ahmed (aka Qoryoley) fut blessé et mourut deux jours plus tard à l'hôpital de Nairobi.
Depuis septembre 2021, des affrontements ont lieu entre Ahlu Sunna Waljama'a et les forces armées somaliennes dans l'état de Galmudug

## Chefs
- Sheikh Omar Sheikh Muhammad Farah (Chef de Clan)
- Sheikh Ibrahim Sheikh Hassan (Guureeye) (Président)
- Shaykh Mahmud Shaykh Hasan Farah (Chef Spirituel)
- Omar Moʽallim Nur (en) (Commandant de Banaadir)

## Forces
800 combattants ont terminé leur entraînement dans le district de Dolo à la frontière avec l'Éthiopie, le 29 mai 2011 et ont été déployés dans la région de Gedo.